# Hermann und Dorothea

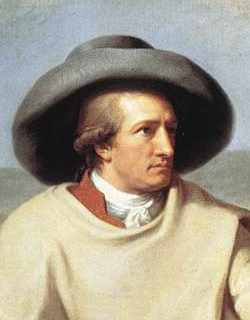
Tischbein: Goethe 1787 in Rom

Hermann und Dorothea ist ein Epos in neun Gesängen von Johann Wolfgang von Goethe. Zwischen dem 11. September 1796 und dem 8. Juni 1797 entstanden, lag es im Oktober 1797 im Erstdruck vor. Die Gesänge tragen die Namen der antiken griechischen Musen. Es handelt sich um ein Idyll in Hexametern.

## Inhalt

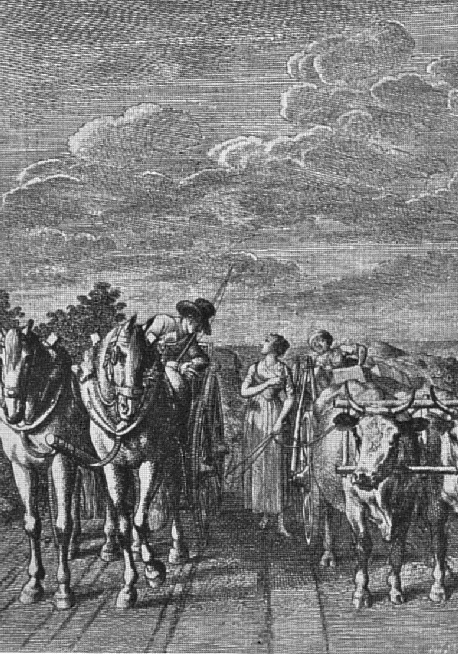
Hermann begegnet Dorothea im Flüchtlingstreck.
Kupferstich von Daniel Chodowiecki

Kurzfassung: Der Sohn eines wohlhabenden Ehepaars verliebt sich in eine junge Frau, die ohne unmittelbare Angehörige in einem Flüchtlingstreck an seiner Heimatstadt vorbeizieht. Er möchte sie auf der Stelle heiraten, aber wegen des anfänglichen Widerstands seines Vaters, der die Höhe der Mitgift in den Vordergrund stellt, ziehen zwei Freunde des Hauses – ein Pfarrer und ein Apotheker – im Flüchtlingslager zunächst Erkundigungen über das angebetete Mädchen ein. Die Auskünfte sind sehr positiv, denn die Ausgeforschte hat u. a. junge Mädchen heldenhaft vor einer drohenden Vergewaltigung geschützt und verfügt zudem über ansehnliche körperliche Vorzüge. Also möchte der Freier die Geliebte, wie mit den Seinen vereinbart, als seine Braut nach Hause führen. Aus Angst vor der Schmach, die eine Abweisung bedeuten würde, dingt er sie jedoch nur als Magd. Bei einer wendungsreichen Aussprache im Elternhaus tritt die Gegenseitigkeit der Liebe zutage, so dass die Verlobung glücklich vollzogen werden kann.

### I.Kalliope. Schicksal und Anteil
Ein Treck deutscher Flüchtlinge zieht, den Feind im Rücken, ostwärts, überquert den Rhein und nähert sich dem Ort der Handlung im Sommer kurz vor der Getreideernte. Dieser Ort ist eine rechtsrheinische Kleinstadt. Von ihr aus ist Straßburg mit dem Pferdegespann erreichbar. Lieschen, Gattin des Wirts zum Goldenen Löwen, schickt ihren Sohn Hermann mit Gaben für die Notleidenden aus.

### II.Terpsichore. Hermann
Im Lager der Flüchtlinge trifft Hermann auf Dorothea, die sich um eine „erst entbundene Frau“ kümmert. Dorothea nimmt Hermanns Gaben mit gemischten Gefühlen. Aber sie „dränget die Not“. Hermann gibt Dorothea alle seine Hilfsgüter – „Schinken, Brote, Flaschen Weines und Biers“ –, obwohl er sie eigentlich unters Volk verteilen wollte.
Nach Hause zurückgekehrt, erzählt Hermann von der Begegnung mit dem Mädchen. Dem Nachbarn, der meint, in einer so unruhigen Zeit komme man am besten als Einzelperson durch, widerspricht Hermann: Gerade ein solches Mädchen brauche den Schutz eines Mannes. Da erzählt die Mutter, wie auch sie ihren Ehemann, den Wirt, gefunden hat: „Uns knüpfte die traurigste Stunde zusammen“. Beide fanden sich seinerzeit nach einem Stadtbrand auf rauchenden Trümmern dicht vor Lieschens Vaterhaus. Der Wirt aber meint, „die Zeiten der Liebe vergehen“. Er besteht auf einer „Braut mit schöner Mitgift“ und nennt auch gleich Kandidatinnen aus dem Städtchen. Die aber mag Hermann nicht, weil sie ihn gekränkt und sogar ausgelacht haben wegen seiner Unbeholfenheit. Hermann will Dorothea wiedersehen, wagt das aber noch nicht zu sagen. „Wenig Freud erleb ich an dir!“ grollt der Vater. Er ist mit Hermann unzufrieden, weil sein einziges Kind „nicht höher hinauf will“.

### III.Thalia. Die Bürger

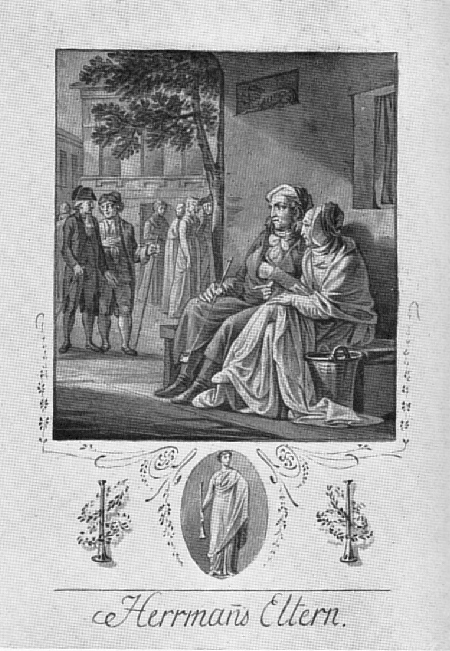
Hermanns Eltern.
Kupferstich von Daniel Chodowiecki

Der Vater hat Großes mit Hermann vor. Zuerst soll Hermann die Welt kennenlernen – Straßburg, Frankfurt „und das freundliche Mannheim“ – und sich dann an Bauprojekten des Städtchens beteiligen. Die Mutter meint, Hermann müsse von den Eltern so geliebt werden, wie er ist. Die Mutter äußert sich überzeugt davon, dass, Hermann „der Güter, die er dereinst erbt, Wert“ ist. Der Vater reagiert darauf mit dem Ausspruch: „Ein wunderlich Volk die Weiber, sowie die Kinder“, und bleibt bei seiner Überzeugung: „Wer nicht vorwärts geht, der kommt zurück.“

### IV.Euterpe. Mutter und Sohn
Die Mutter sucht Hermann im hauseigenen Weinberg. Als sie ihn auf der Bank unterm Birnbaum findet, sieht „sie ihm Tränen im Auge“. Der trotzige Sohn will „nicht wieder nach Hause kehren“, sondern in den Krieg ziehen. Die Mutter redet ihm das aus: „Dich ruft nicht die Trommel, nicht die Trompete.“ Hermann gesteht, er wolle wegen einer anderen Sache gehen. Die Mutter hat ihn „so heftig bewegt“ noch „niemals gesehn“. Hermann weint „laut an der Brust der Mutter“ und gesteht ihr, „des Vater Wort“ habe ihn „kränkend getroffen. Alles liegt so öde vor mir: ich entbehre die Gattin.“ Die Mutter ist erleichtert, weil Hermann ihr sein Herz ausgeschüttet hat, forscht, wer das Mädchen denn sei, und hat auch gleich eine Vermutung: „Jenes Mädchen ists, das vertriebene, die du gewählt hast.“
Hermann will nicht mehr nach Hause zurückkehren, wenn der Vater „das Mädchen“ ausschließt, das er „allein nach Haus zu führen“ begehrt. Die Mutter hat schon einen Plan und einen Helfer – den Pfarrer: „besonders wird uns der würdige Geistliche helfen“.

### V.Polyhymnia. Der Weltbürger
Hermann bittet den Vater um Heiratserlaubnis, aber der schweigt. Da springt der Pfarrer ein und lobt:

„Rein ist Hermann, ich kenn ihn von Jugend auf; und er streckte
Schon als Knabe die Hände nicht aus nach diesem und jenem.“

Der Pfarrer will mit dem Apotheker hinausgehen übers Feld zu den Flüchtlingen und Erkundigungen über Dorothea einziehen. Der Vater erklärt sich mit dem Vorschlag einverstanden. Beide werden von Hermann kutschiert. Hermann beschreibt dem Pfarrer Erkennungsmerkmale der geliebten Frau: „Der rote Latz erhebt den gewölbeten Busen, schön geschnürt, und es liegt das schwarze Mieder ihr knapp an.“ Sie erreichen das Dorf, „wo in Gärten und Scheunen und Häusern die Menge von Menschen ‚wimmelt‘, Karrn an Karrn.“ Der Pfarrer findet den Richter, das Oberhaupt der Flüchtlinge, und wendet sich an ihn.

### VI.Klio. Das Zeitalter
Der Richter beschreibt Dorothea als „treffliche Jungfrau“, die sich in den Revolutionswirren bewährte, als sie einen „Trupp verlaufnen Gesindels“, der über liebliche „Mädchen, noch eher Kinder zu heißen“, herfallen wollte, mit dem „Säbel“ in die Flucht schlug. Dorothea pflegte Kranke und verlor den Verlobten während der Revolution.
Hermann schickt den Pfarrer mit der Kutsche zurück ins Städtchen und will zu Dorothea gehen, sein „Schicksal selber erfahren“.

### VII.Erato. Dorothea
Hermann geht Dorothea „freudig entgegen“. Er findet sie „aufs neue beschäftigt“. Dorothea holt für ihre Leute am Brunnen frisches Wasser. Da kommt es zur ersten Begegnung am „Quell“:

„Und sie sahen gespiegelt ihr Bild in der Bläue des Himmels
Schwanken und nickten sich zu und grüßten sich freundlich im Spiegel.“

Weder erkennt Hermann die aufkeimende Liebe der Frau an seiner Seite, noch erklärt er sich, denn er fürchtet, von Dorothea abgewiesen zu werden. Aus seiner Rede muss Dorothea entnehmen, zu Hause bei ihm werde eine Magd gesucht. Dorothea willigt ein. Bei der Verabschiedung von ihren Landsleuten sagt sie „und alle müssen wir endlich uns im fremden Lande zerstreun, wenn die Rückkehr versagt ist […] Also folg ich ihm gern; er scheint ein verständiger Jüngling.“ Keiner erhebt Einspruch. Jemand flüstert: „Wenn aus dem Herrn ein Bräutigam wird, so ist sie geborgen.“ Hermann zieht „sie hinweg.“ Die Kinder schreien, „wollen die zweite Mutter nicht lassen.“

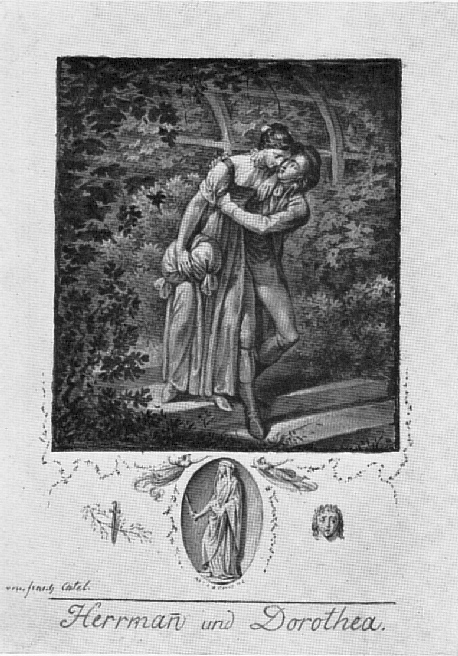
Dorothea droht zu fallen. Hermann stemmt sich dagegen.
Kupferstich von Daniel Chodowiecki

### VIII.Melpomene. Hermann und Dorothea
Hermann und Dorothea schreiten „entgegen der sinkenden Sonne“ und freuen „sich beide des hohen, wankenden Kornes“. Dorothea will Genaueres über Hermanns Eltern wissen. Hermann hat noch nie mit ihr über seine Eltern gesprochen, doch er lobt seine Mutter, muss beim Vater aber einräumen, „dieser liebet den Schein auch“. Unterm Birnbaum dann nutzt Hermann wiederum nicht die Gunst der Stunde, weil er eine Zurückweisung fürchtet. Als beide „im Dunkeln“ Stufen hinabsteigen, verstaucht sich Dorothea den Fuß, droht „zu fallen“. Hermann streckt „den Arm aus“ und sie sinkt „ihm leis auf die Schulter“. Brust „an Brust und Wang an Wange“ stehen sie. Hermann stemmt „sich gegen die Schwere. Und so fühlt’ er die herrliche Last, die Wärme des Herzens und den Balsam des Atems, an seinen Lippen“ verhauchen.

### IX.Urania. Aussicht

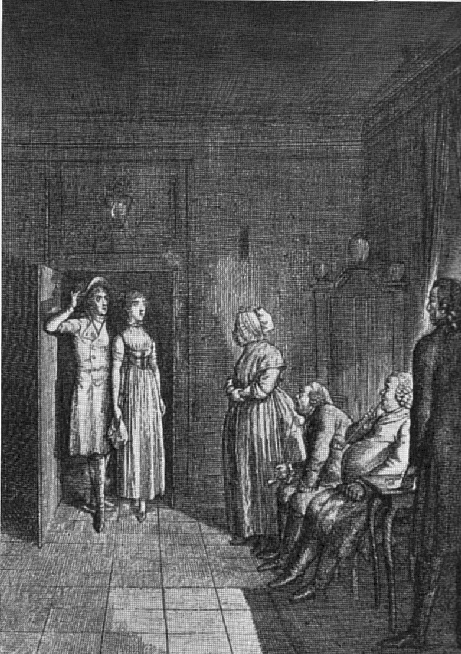
Hermann und Dorothea treten bei den Eltern und Freunden ein
Kupferstich von Daniel Chodowiecki

Goethe greift direkt das Ende des achten Gesangs auf, ruft die Musen an, jene neun Titelfiguren seiner Gesänge und bittet um einen glücklichen Ausgang der Geschichte von Hermann und Dorothea:

„Musen, die ihr so gern die herzliche Liebe begünstigt,
Auf dem Wege bisher den trefflichen Jüngling geleitet,
An die Brust ihm das Mädchen noch vor der Verlobung gedrückt habt:
Helfet auch ferner den Bund des lieblichen Paares vollenden, …“

Als das „herrliche Paar“ eintritt, erstaunen „die Freunde“ und auch „die liebenden Eltern“. Hermann wendet sich sogleich an den Pfarrer. Hermann fürchtet „Verwirrung“, weil er nicht um Dorothea geworben hat und sie sich als künftige Magd wähnt. Bevor der Pfarrer klärend eingreifen kann, geschieht es auch schon. Die erste Äußerung des Vaters, gerichtet an Dorothea, muss diese als „Spott“ über ihr Flüchtlingselend auffassen. Dorothea bringt das zusammen „mit heiß vergossenen Tränen“ zur Sprache und will kehrtmachen. Die Mutter aber hält Dorothea auf: „Nein, ich lasse dich nicht; du bist mir des Sohnes Verlobte.“ Nur der Vater sträubt sich noch ein wenig gegen die Verbindung: „ich gehe zu Bette“. Hermann hält ihn zurück und bittet den Pfarrer neuerlich um Hilfestellung. Der Pfarrer ermuntert Hermann: „Rede darum nur selbst!“ Und Hermann redet: „Ich kam, um deine Liebe zu werben.“ Das Liebespaar umarmt und küsst sich. Dann küsst Dorothea auch die „zurückgezogene“ Hand des Vaters. Dieser umarmt „sie gleich, die Tränen verbergend.“ Der Pfarrer zieht den Eltern die Trauringe von den Fingern und will damit die Kinder verloben. Bei der Gelegenheit sieht er den Ring am Finger der Braut. Dorothea, charakterfest, steht zu ihrem ersten Verlobten, der in Paris „Kerker und Tod fand“. Sie steckt „die Ringe nebeneinander“. Der Bräutigam heißt das gut: „Wer fest auf dem Sinne beharrt, der bildet die Welt sich.“

## Zitate
„Vieles wünscht sich der Mensch, und doch bedarf er nur wenig;
Denn die Tage sind kurz, und beschränkt der Sterblichen Schicksal.“

„Der Augenblick nur entscheidet
Über das Leben des Menschen und über sein ganzes Geschicke.“

„Niemand weiß, wie lang er es hat, was er ruhig besitzet.“

Über die Französische Revolution:

„Grundgesetze lösen sich auf der festesten Staaten,
Und es löst der Besitz sich los vom alten Besitzer …“

„Alles regt sich, als wollte die Welt, die gestaltete, rückwärts
Lösen in Chaos und Nacht sich auf und neu sich gestalten.“

## Hintergrund
Goethe bekam eine Kalendergeschichte aus dem Jahre 1731 in die Hände. Die handelte von einem jungen protestantischen Mädchen, das mit den Salzburger Exulanten aus dem Erzbistum Salzburg nach Ostpreußen vertrieben wurde und, dort angesiedelt, einen wohlhabenden jungen Mann heiratete. Dass dies der Kern der Geschichte sei, hat Goethe bestritten. Ein Zusammenhang besteht aber mit dem französischen Truppeneinfall von 1796. Während seiner Teilnahme an der Kampagne in Frankreich hatte Goethe 1792 die Flucht linksrheinischer Deutscher nach Osten miterlebt. Nach Josef Liese entwickelte Goethe seine Figur der „Dorothea“ nach dem Vorbild von Betty Jacobi, der Ehefrau des Philosophen Friedrich Heinrich Jacobi, während ihn deren Bruder Johann Arnold von Clermont zur Figur des „Weltbürgers“ inspirierte.

## Malerei, Illustration und Bildhauerei

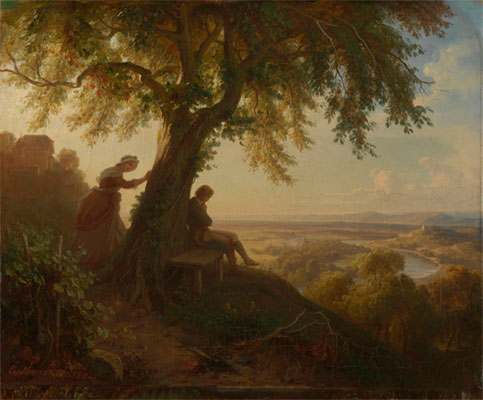
Aus Goethes Hermann und Dorothea, Gemälde von Eugen Napoleon Neureuther, 1864

Daniel Chodowiecki, Joseph von Führich, Arthur von Ramberg, Benjamin Vautier, Ludwig Richter, Emil Klein, Ernst Bosch, Hans Looschen u. a. schufen Illustrationen zum epischen Idyll Hermann und Dorothea. Zudem erschienen Postkarten mit Motiven aus dem Werk. Der Maler Eugen Napoleon Neureuther stellte in einem Gemälde von 1864 die Szene dar, wie Hermann von seiner Mutter belauscht wird.
Johann Werner Henschel schuf eine Skulpturengruppe Hermann und Dorothea für Potsdam und Carl Steinhäuser eine für den Karlsruher Schlossgarten.

## Rezeption
Hermann und Dorothea fand zu Goethes Lebzeiten großen Anklang. August Wilhelm Schlegel schloss im Dezember 1797 eine Rezension in der „Allgemeinen Literaturzeitung“ mit den Worten: „Hermann und Dorothea ist ein vollendetes Kunstwerk im großen Stil, und zugleich fasslich, herzlich, vaterländisch, volksmäßig; ein Buch voll goldner Lehren der Weisheit und Tugend.“
Karl August Böttiger schließt in seinem Buch Literarische Zustände und Zeitgenossen einen längeren Eintrag vom 25. Dezember 1796, „Goethe liest mir seinen Hermann und Dorothea“, mit den Worten: „Wohl mir, die heutige Weihnachtsfreude war die genussreichste meines Lebens!“ Am 15. April 1797 schreibt er: „Ich habe diesen Abend die letzten fünf Gesänge von Hermann und Dorothea vom Meistersänger selbst vorlesen hören. Welch eine Welt von Handlung und Gefühl in welchem engen Raum und mit wie wenigen Mitteln?“
Die erste Übersetzung ins Französische wurde von dem französischen Gelehrten Paul-Jérémie Bitaubé angefertigt und bereits 1800 in Straßburg und Paris beim Verlag Treuttel & Würtz veröffentlicht. 
Gottfried Keller schreibt in einer ausführlichen Würdigung von Jeremias Gotthelf nach dessen Tod 1855: „In jeder Erzählung Gotthelf’s liegt an Dichte und Innigkeit das Zeug zu einem „Hermann und Dorothea“; aber in keiner nimmt er auch nur den leisesten Anlauf, seinem Gedichte die Schönheit und Vollendung zu verschaffen, welche der künstlerische, gewissenhafte und ökonomische Goethe seinem einen, so zierlich und begrenzt gebauten Epos zu geben wußte.“
Um 1900 stand Hermann und Dorothea im Zentrum der Goethe-Rezeption, war in den Schulen und bürgerlichen Haushalten Pflichtlektüre und wurde von vielen als das wichtigste und gelungenste Werk des Dichters erachtet. 1902 veröffentlichte Ferdinand von Saar ein Werk gleichen Titels, in dem Hermann seine Dorothea kennenlernt, während sie Goethes Werk vorliest. Formal entspricht von Saars Werk Goethes Vorlage und ist ebenfalls in Hexametern verfasst; die Handlung wird allerdings aktualisiert und in die Habsburgermonarchie des späten 19. Jahrhunderts verlegt.
Zuletzt wurde Hermann und Dorothea zum Beispiel im Jahr 2016 am Wiener Burgtheater in Form einer szenischen Lesung in einen aktuellen Zusammenhang mit der Flüchtlingskrise gebracht.

## Selbstzeugnisse
„In Hermann und Dorothea habe ich, was das Material betrifft, den Deutschen ihren Willen gethan und nun sind sie äußerst zufrieden.“

„‚Hermann und Dorothea‘, sagte er [Goethe] unter anderm, ‚ist fast das einzige meiner größern Gedichte, das mir noch Freude macht; ich kann es nie ohne innigen Antheil lesen. Besonders lieb ist es mir in der lateinischen Übersetzung; es kommt mir da vornehmer vor, als wäre es, der Form nach, zu seinem Ursprunge zurückgekehrt.‘“

„Da wollen sie wissen, welche Stadt am Rhein bei meinem Hermann und Dorothea gemeint sei. Als ob es nicht besser wäre, sich jede beliebige zu denken. Man will Wahrheit, man will Wirklichkeit und verdirbt dadurch die Poesie.“

### Ausgaben
- Johann Wolfgang von Goethe: Hermann und Dorothea. Diamant-Ausg. Grote, Berlin 1868 (Digitalisierte Ausgabe der Universitäts- und Landesbibliothek Düsseldorf)
- Johann Wolfgang von Goethe: Hermann und Dorothea. Dt. Verl. Haus, Berlin ca. 1900 (Digitalisat)
- Johann Wolfgang von Goethe: Poetische Werke. Band 2. Phaidon Verlag, Essen 1999, ISBN 3-89350-448-6, S. 397–447.
- Johann Wolfgang von Goethe: Hermann und Dorothea (UB 55). Stuttgart 1986, ISBN 3-15-000055-6.
- Johann Wolfgang von Goethe: Hermann und Dorothea. Elzevier-Ausgabe Verlag H. Seemann, Berlin ca. 1900.

### Sekundärliteratur
- Heiko Christians: Der Traum vom Epos. Romantik und politische Poetik in Deutschland (1750–2000). Freiburg 2004.
- Karl Otto Conrady: Goethe – Leben und Werk. Düsseldorf/Zürich 1999, ISBN 3-538-06638-8, S. 651–664.
- Karl Eibl: Anamnesis des „Augenblicks“. Goethes poetischer Gesellschaftsentwurf in Hermann und Dorothea. In: DVjs. 58 (1984), S. 111–138.
- Victor Hehn: Über Goethes Hermann und Dorothea im Project Gutenberg, Stuttgart 1893.
- Maria Lypp: Ästhetische Reflexion und ihre Gestaltung in Goethes „Hermann und Dorothea“. Stuttgart 1969.
- Frank Ryder, Benjamin Bennett: The Irony of Goethe’s Hermann und Dorothea: Its Form and Function. In: PLMA.  90 (1975), S. 433–446.
- Josef Schmidt: Erläuterungen und Dokumente zu Johann Wolfgang Goethe: „Hermann und Dorothea“. Stuttgart 1970.
- Ernst Ferdinand Yxem: Über Goethe’s Hermann und Dorothea. Plahn 1837.